# Manuel Turizo

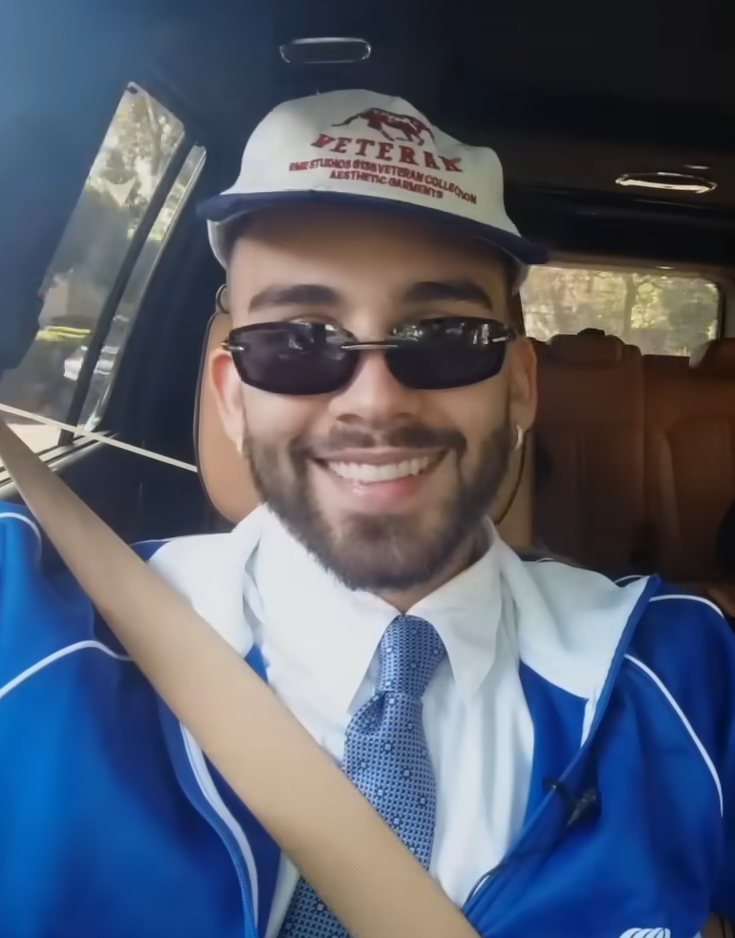
Manuel Turizo (2024)

Manuel Turizo Zapata (* 12. April 2000 in Montería), auch bekannt unter dem Akronym MTZ, ist ein kolumbianischer Sänger.

## Leben
Manuel Turizo wuchs in seiner Geburtsstadt auf, wo er das Colegio Británico de Montería besuchte und Unterricht bei einem kubanischen Gesangslehrer nahm, der das Orchester der Universidad del Sinú dirigierte. Zudem erlernte er Violine, Saxophon, Gitarre und andere Musikinstrumente:
Am 6. Dezember 2016 veröffentlichte er auf YouTube seinen ersten Titel „Baila conmigo“ (übersetzt: Tanz mit mir) und kurz darauf „Vámonos“ (in etwa: Los geht's, Packen wir's).
Bekannt wurde er dann mit seinem Song „Una lady como tú“ (2016; Eine Lady wie du; erschienen bei La Industria Inc. und Sony Music), den er zusammen mit seinem drei Jahre älteren Bruder Julián Turizo schrieb, der zu dieser Zeit in Medellín Rechtswissenschaft studierte und der ihn auf der Ukulele begleitet. Nach ersten Auftritten in Clubs, z. B. in Montería, Bogotá und als Support des Puerto-Ricaners Ozuna in Cartagena gaben sie ihr erstes großes Konzert nach dem Erfolg des Titels im Juli 2017 in Bucaramanga.
Der Titel, der zunächst am 16. März 2017 auch auf YouTube veröffentlicht und dort erfolgreich wurde, was zu einem Vertrag bei dem Label La Industria führte, wurde auf zahlreichen Sendern gespielt und für den kolumbianischen Kids Choice Award 2017 nominiert als Lieblingslied des Jahres 2017. Außerhalb Lateinamerikas erreichte das Lied in Spanien Platz 7 der Singlecharts und erreichte auch in den Vereinigten Staaten am 14. Oktober 2018 Platz 32 der Billboard Hot Latin Songs.
Sieben Monate nach „Una lady como tú“ veröffentlichten die Brüder zusammen mit Peter González Torres aka „Valentino“, bekannt durch das puerto-ricanische Reggaeton-Duo Magnate & Valentino, ihre Single Bésame (2017; Küss mich).
Die Single „Déjala que vuelva“, die er gemeinsam mit Piso 21 aufnahm, wurde in Kolumbien von der ASINCOL mit Doppelplatin ausgezeichnet.
Der zusammen mit Juan Magán, Belinda, Snova und B-Case aufgenommene Titel „Déjate llevar“ (2017; Lass dich treiben; Universal Music) stieg Anfang Dezember 2017 ebenfalls in die spanischen Singlecharts ein.
Ende Juni 2023 wurde die Zusammenarbeit mit der kolumbianischen Sängerin Shakira Copa Vacía veröffentlicht.
Manuel Turizo lebt im Moment in Medellín.

## Musikstil
In seinen Texten zeigt er seine Gefühle und befasst sich mit alltäglichen Dingen der Menschen jeden Alters. Die Charakteristik seiner Texte ist mit der von Nicky Jam vergleichbar, mit dem er 2017 auch ein Remix von „Una lady como tú“ aufnahm.

## Diskografie
Studioalben

| Jahr | Titel Musiklabel             | Höchstplatzierung, Gesamtwochen, AuszeichnungChartplatzierungen (Jahr, Titel, Musiklabel, Platzierungen, Wochen, Auszeichnungen, Anmerkungen) | Höchstplatzierung, Gesamtwochen, AuszeichnungChartplatzierungen (Jahr, Titel, Musiklabel, Platzierungen, Wochen, Auszeichnungen, Anmerkungen) | Höchstplatzierung, Gesamtwochen, AuszeichnungChartplatzierungen (Jahr, Titel, Musiklabel, Platzierungen, Wochen, Auszeichnungen, Anmerkungen) | Höchstplatzierung, Gesamtwochen, AuszeichnungChartplatzierungen (Jahr, Titel, Musiklabel, Platzierungen, Wochen, Auszeichnungen, Anmerkungen) | Höchstplatzierung, Gesamtwochen, AuszeichnungChartplatzierungen (Jahr, Titel, Musiklabel, Platzierungen, Wochen, Auszeichnungen, Anmerkungen) | Anmerkungen                                               |
| Jahr | Titel Musiklabel             | CH | US | Latin | ES | CO | Anmerkungen                                               |
| ---- | ---------------------------- | --- | --- | --- | --- | --- | --------------------------------------------------------- |
| 2019 | ADN La Industria (Sony)      | — | — | Latin8 (35 Wo.)Latin | ES75 (7 Wo.)ES | — | Erstveröffentlichung: 23. August 2019 Verkäufe: + 240.000 |
| 2021 | Dopamina La Industria (Sony) | — | — | Latin15 Platin · (23 Wo.)Latin | ES8 (48 Wo.)ES | — | Erstveröffentlichung: 9. April 2021 Verkäufe: + 200.000   |
| 2023 | 2000 La Industria (Sony)     | — | — | Latin11 ×2Doppelplatin · (51 Wo.)Latin | ES15 (29 Wo.)ES | — | Erstveröffentlichung: 17. März 2023 Verkäufe: + 260.000   |
| 2024 | 201 La Industria (Sony)      | — | — | — | ES32 (5 Wo.)ES | — | Erstveröffentlichung: 22. November 2024                   |